# Gnathia brucei
Gnathia brucei är en kräftdjursart som beskrevs av George 2003. Gnathia brucei ingår i släktet Gnathia och familjen Gnathiidae. Inga underarter finns listade i Catalogue of Life.